# Puerto Carreño
Puerto Carreño – miasto w Kolumbii. W 2005 roku liczyło 10 032 mieszkańców. Ośrodek administracyjny departamentu Vichada i siedziba wikariatu apostolskiego.